# 破壊王ノリタカ!
『破壊王ノリタカ!』（はかいおうノリタカ!）は、刃森尊による日本の格闘技漫画作品。原作は村田ひでお。

## 概要
1991年（平成3年）から1994年まで『週刊少年マガジン』（講談社）で連載された。単行本は全18巻、ワイド版全9巻。
刃森尊の初連載作品である。貧弱でスケベな主人公・沢村典隆（通称・ノリタカ）が、様々な特訓を経て強敵と戦い、強くなっていく話。時事ネタが多く、当時の流行や時の人をネタにしている事が多い。
不良を題材とした、正当派な格闘技漫画である。
当初は格闘技を学ぶ高校生の強者との戦いから、ロシアからの留学生や、拳法を学んだ中国人など様々な連中が相手になり、最後にはアメリカに渡り、格闘技大会に世界の強豪を相手に出場する事となる。大会後半は急ぎ足な展開が目立ち、最終戦は行われた事は確認されたものの、試合内容は描写されることは無かった。
単行本では最終ページにその後が1コマだけ追加されているが、「必死の思いで日本に戻ってきた沢村のことを、誰も覚えていなかった（後述の中山でさえも）」というオチで締められている。

## 登場人物

### メインキャラクター
沢村典隆（さわむら のりたか）
主人公。15歳。泉谷（いずみや）高等学校1年E組。中学生までは、弱虫で貧弱、クラスメイトにまで馬鹿にされるようなダメ人間だったが、高校生になったことを機に変わろうと決意する。入学初日に隣の席になった女の子・中山美樹に一目惚れし、デートに誘うまでこぎつけるも、ソフトボールの授業中に恐怖心からボールを避けた事で中山に怪我をさせてしまい、「弱い人嫌いなの」と言われて振られてしまう。めげないノリタカは、中山に振り向いてもらうために強くなることを決意し、様々な格闘系の部に入部を希望するも、素質が無いと門前払いをくってしまう。そんなある日、部室も設備もボロボロ、部員も1名しかいない寂れた蹴道部を発見。そこのコーチ丸山から渡されたビデオを見てキックボクシングに惹かれ、蹴道部に入ることを決意。この時からノリタカの人生が変わり始める。
次々と現れる強敵の前に、丸山の考える様々なトレーニング（一見すると遊びや悪ふざけにしか見えないものもある）で強さを身に付け、それを武器に強敵に立ち向かっていく。少年サッカーの経験があり、実は強靭な足腰を元々持っていて、トレーニングによってそれはさらに磨かれている。また、思考能力が皆無である他、先述の様な臆病者であるが故に、技の呑み込みも非常に早い。卑屈な性格の為、どんなに汚かろうとセコかろうと勝ちに徹する姿勢は格闘技に向いていると丸山は評価している。
中山美樹（なかやま みき）
ヒロイン。泉谷高校1年E組。黒髪ロングの巨乳な女の子。スリーサイズは87・59・88。本人としてはさらなるバストの成長を、恥ずかしくもどこか嬉しそうにしているようにも見受けられる。中学から柔道を嗜んでおり、高校でも柔道部に所属している。ノリタカに一目惚れされたことをきっかけにアプローチを受けるが、体育の授業中に彼の臆病な行動でケガを負ったことから、「弱い人嫌いなの」と言って突き放す。山崎戦ではノリタカの戦いぶりに心動かされつつも、山川に敗れた時は再び距離を取るなど、感情の揺れも多かったが、次々と現れる強敵に立ち向かい、強くなっていくノリタカの姿に、次第に惹かれていく。
物語序盤ではDREAMS COME TRUEのRing! Ring! Ring!みたいな出会いに憧れていた。マルコシアス・バンプが好きで、ライブチケットが余った際には、校門を通って最初にあった人と見に行こうと決め、その場にいた田中と言う男子生徒にチケットをプレゼントし、その後もいっしょに下校したり、しばらく交流を深めるなど、大胆で奔放な側面もある。
やがてノリタカとは相思相愛となるのだが、単行本にて追加されていたオチでは、他の登場人物と同様、沢村のことをすっかり忘れてしまっていた。
父親は警察官。

### 泉谷高校蹴道部
丸山（まるやま）
泉谷高校蹴道部のコーチ。スキンヘッドに髭を生やした陽気なおっちゃん。入部してきた沢村に様々なトレーニングを課し、鍛え上げる。かつては“鬼の丸山”と呼ばれ、「極東空手」の最高師範であり、その後タイ王国へケンカ修行に渡ったと言う過去を持つ。指導内容はムエタイのみならず、骨法、古武術、中国拳法等多岐に渡る。経歴のモデルは黒崎健時だと思われる。
チャンプア
タイ王国からの留学生。ノリタカが入部するまでは、唯一の蹴道部の部員だった。幼い頃からムエタイに親しんでおり、実力はかなりのものである。人当たりの良く優しい性格で沢村とも割合気が合うが、ムエタイを馬鹿にされると本気で怒る。

### 泉谷高校生徒

#### 男子
中矢健（なかや けん）
泉谷高校ボクシング部の副将で、学校のスター。学年は不明だが、劇中の呼び方から少なくとも後述の山崎より上。なかなか整った顔をしているが、同時に相当のスケコマシで、狙った女は逃がさない。その手法は目をつけた娘に1週間かけて近づき、決めの朝にその娘の机にバラの花束を置き、その気になった娘を上手く口説いて食っちゃうというもの。そして目を付けた中山美樹にその手法で近づき、強引にラブホテルに連れ込もうとする。それを阻止しようとしたノリタカと戦い圧倒するも、最後はノリタカのローキックでKOされてしまう。その後はノリタカの実力を認め、良き解説者となる。美樹の巨乳には多少の未練を残している様子。
山崎竜二（やまざき りゅうじ）
1年生。元ボクシング中学生チャンプ。KO率100%の腕前を持ち、“暗殺者（ヒットマン）”“泉谷高の攻撃型爆撃機（イントルーダ）”と恐れられるほどの強者。素質や強さでは先述の中矢を上回っているという声も多い。また中学時代は「小田河中の番」として札付きの不良と名が通っており、ボクサーながら強烈な破壊力の蹴りも持つ。
強面だが、ボクシングに打ちこんでいることで有名になり、それなりに女性とも縁がある様子。そのためか後述の布袋と同じく、中山にちょっかいをかけるシーンは一度もない。
素人同然のノリタカに、ケンカとはいえ中矢が敗れた事に腹を立て、ボクシング部の面子にかけて挑む。激闘の末ノリタカに敗れるが、最後はノリタカの実力を認め、男らしく去っていく。
料理が得意であり、先輩の中矢に対しても一歩も引かないなど意外な一面も。特に「すき焼き」には相当のこだわりを持っている。
山川（やまかわ）
柔道部のエース。相撲取りのような巨体から様々な投げ技を繰り出す。中学大会優勝の経験を持つ。性格はあまり良くなく、傲慢なところがある。
山崎を倒したノリタカを自らが倒した事で、朝礼時に柔道部が最強と豪語する。が、その発言は空手部の布袋茂の怒りを買ってしまう。沢村の知り合いである田中から強引にマルコシアス・バンプのチケットを脅し取り、中山と無理矢理コンサートに行こうとするが、そこに布袋が乱入、完膚なきまでに倒されてしまう。そのダメージは深く、脚・アバラ・鼻の計8本を同時骨折してしまい、翌日から入院する羽目になる。
以降はチョイ役・やられ役が専らとなってしまう。ノリタカのライバルとして登場し、作中で唯一喧嘩とはいえ勝利したキャラクターながら、再戦の機会すら与えられずに物語の本流からフェードアウトしてしまった。
榎本明宏（えのもと あきひろ）
山川を破ったと噂されている柔道部員。2年生で、柔道部内では生活委員として皆の規律を正す立場だが、実は意外とスケベ。酒井法子のファン。
ノリタカに尾行され、山川を破る秘密を目撃された。高校生にはとても見えない老け顔の馬面で、小柄な体格。しかし柔道の腕前は確か。布袋との戦いで突然現れ、ノリタカにヒントを与えた。
布袋茂（ほてい しげる）
1年B組。空手部のエース。実戦空手を教える正心塾（先述の丸山がかつて所属していた「極東会」の分家）に通っている。素手での正拳突きは鉄柱にめり込み、曲げてしまうほどの威力を持つ。空手に対して非常に真摯で厳しく、空手を侮辱する者は許さない。が、一方で誇り高い性格でもあり、故意ではないとはいえ空手部の看板を破ったノリタカを、（自らのプライドを守るためではあったが）あえて許す度量を持つ。
今では強面だが、中学校時代までは大人しく穏やかな性格であった。しかしある日、皆で植えた苗木にイタズラした不良を、習っていた実戦空手で叩きのめしてしまってから皆の見る目が変わってしまい、それが原因で一時グレてしまう。後に皆が謝罪した事で心を取り戻し、相手を許す事を学んだ。しかし一度キレてしまうと理性を失ってしまう癖は残ってしまい、本気で怒らせると容赦がなくなる。
意外と動物好き。幼馴染の三井ちさとに対し密かに一途な想いを寄せている。そのため作中の男子では珍しく中山に対して邪な想いがなく、ちょっかいを出さない。
非常に硬派な性格で、女にだらしない男を嫌う。ちさととノリタカが、土手から落ちた事故でもつれあっていたところを目撃した時は、誤解の為に本気でノリタカに制裁を加えようとしたほどである。後に、温子の嘘からノリタカがちさとの胸を揉んだと思い込んだ布袋は、怒りから無実のノリタカを襲う。直後ノリタカより戦いを挑まれ、それを受けて立ち、特訓を重ねたノリタカとの激闘の末に倒される。その後は試合の解説役も務める。横浜編でもノリタカの身を案じて「かわし方を教えに来た」と言いながら様子を見に来るなど、ノリタカのよき理解者となった。
岡本裕行(おかもと ひろゆき)、橋本浩一(はしもと こういち)、曽田秀光(そだ ひでみつ)
泉谷高武道部、格闘技部の主将トリオ。岡本は相撲部、橋本はレスリング部、曽田は少林寺拳法部の主将。ウマが合うのかよく3人でつるんでいる。
他の運動部と違いノリタカや蹴道部と直接絡むことはなく、ノリタカの試合の解説役を務める。中でも曽田はノリタカと山崎の死闘を「これこそが本来の実戦の格闘技」と部員に伝えるなど、ノリタカの実力を認めている節がある。
ビル・ライト
1年A組。アメリカの姉妹校からの交換留学生。
ケン・ジャクソン
1年B組。アメリカの姉妹校からの交換留学生。黒人。前の学校では主席をとった秀才。一見ニコニコと穏やかで軽そうな雰囲気だが、本性は日本人をジャップと言い放ち、蔑視する極悪な性格。キレると手の付けられない乱暴者になり、相手を徹底的に叩きのめす。過去の喧嘩でギャングに脚をボロボロにされており、その補強のために鉄骨を埋めている。
ノリタカに敗れて以降は改心しており、良き友人となった。ノリタカがゴラーエフに挑むことを知り急遽来日、セコンドとして特訓や秘策を授けた。ロサンゼルス在住ということもあって、後のアメリカ編にも登場する。
ミハエル・ゴラーエフ
ロシアから来た転校生で、軍隊格闘技の使い手。穏やかだが、ロシアをバカにされると相手を叩きのめしてしまう。ノリタカの行為（わざとではない）に怒り、ミキを母国へ連れて行こうとした。
巨体ながらステップを刻んだボクシングスタイルも操れるなど、格闘センスも一級品のモノを持つ。

#### 女子
温子（あつこ）
1年E組。中山の親友の女の子。トラブルメーカーであり、彼女の早とちりや勘違いがノリタカに不幸を及ぼすことも多い。
実は美男美女の家系に生まれており、父・兄・妹・母はいずれも美しいのに、何故か彼女だけ不細工。
三井ちさと（みつい ちさと）
1年B組。泉谷高校一の資産家の我が侭娘。かなりの美人で、中山と比べると胸は小さいものの、スタイルも中々。特に脚の綺麗さでは学年随一との評判。
山崎との戦いを観て、ノリタカのファンになる。空手部の布袋とは中学からの幼馴染。
山田ふみえ（やまだ ふみえ）
1年B組。布袋との戦いでファンになり、蹴道部にマネージャーとして入る。胸が大きく、中山と同じぐらいかそれ以上ある。ただ、意外と移り気なところがあり、チェンを最初に見た時「格好いい」と（一時的ではあるが）心を動かしていた。
本人は無自覚ながら、何かと胸を強調する言動が多く、ノリタカにも積極的に胸を押し付けたりするため、先述のちさとからはムッとされている。
クリスティ・早乙女（クリスティ・さおとめ）
1年E組。アメリカの姉妹校からの交換留学生。日系2世。
フィギュアスケート米高校生大会で優勝した経歴の持ち主。日本のお別れパーティーの際には、（氷のリンクがなかったので）グラウンドでローラースケートの演技をして見せた。
ケンの本性や強さを知っており、「日本人では勝てない」と諦めていたが、ノリタカの試合を見て彼のことを見直し、認めていた。

### 横浜編
チェン・リー
中国拳法が最強と信じて疑わない格闘家。性格と言動は短気なチンピラそのもので、キレると相手を完膚なきまでに叩きのめしてしまう冷酷な男でもある。
自分の身体には無頓着なところがあるのか、ノリタカの足ツボマッサージ攻撃により、痔、虫歯、肩凝り、水虫持ちであることを観客の前で晒されてしまった。
紆余曲折を経て、横浜武道大会の決勝戦にてノリタカと戦う。一時はダウンを取り散々に痛めつけ、見ていた中山が思わずタオルを投げそうになるほど優位に戦いを進めたが、応援を得て底力を出し、立ち上がってきたノリタカの起死回生の「発勁パンチ」に敗れる。
それでも起き上がり、使用を禁止されている武器（ヌンチャク）を使ってノリタカに襲いかかったが、発勁パンチを食らってグロッキー状態になっていたため、自爆した。
とにかく強さにこだわっており、「力こそ総て」「真の格闘家になるのに愛や恋はいらない」という信念を持ち、弱い者に対する優しさの欠片もない男であったようだが、ノリタカに敗れてからは変わったようである。
ジェシー・キラウェア
ハワイ出身の相撲部員。230㎏の巨体を活かした強烈な張り手が武器。ベアハッグなどのプロレス技も規格外の破壊力を持つ。サウスポーである。ノリタカとの試合後には彼を「ブラザー」と呼び、日本で横綱を目指すことを明かしている。チェンの発言にキレて襲いかかったが、返り討ちに遭ってしまった。
珍老人（ちんろうじん）
拳法の達人として知られている老人で、虎の穴老人ホームに住んでいる。日本人であり、丸山同様に中国にケンカ修行に渡り、現地のトップを倒したとの伝説が残っている。チェン(およびキラウェア)に挑むノリタカに19番目の中国拳法を伝授させた。
マイキー
珍老人の弟子。弱い者いじめを許さない熱血漢である。ノリタカに「発勁パンチ」を伝授させた。
キューちゃん
マイキーの妹で「気ざし」の使い手。珍老人が打倒チェンのために呼んだ。ノリタカに気ざしを伝授させた。
周（しゅう）
チェンの師匠であり、実戦中国拳法を作り上げた男。チェンを最強に育て上げたと豪語していたが、ノリタカに敗れた後のチェンの暴走・醜態を見て、自分の育て方が間違っていたと気づいた。

### アメリカ編
テリー
ノリタカがチンピラに絡まれていたところに出会った。全米ストリートファイト大会の出場経験あり。コンボイを持っている。元FBI捜査官。RDを追いかけていた。
チャーリー
テリーの元同僚。
RD（リアルディール）
凶悪チンピラグループの頭（ヘッド）。圧倒的な体格と戦闘力の持ち主。刑務所に収容されたことがある。部下がノリタカに敗れたことを知り、ノリタカを捜す。山崎と布袋とケンを病院送りにし、美樹のバストに目をつけ襲おうとする。ノリタカと闘ったが、FBIが来たので勝負は大会までお預けにした。全米ストリートファイト大会の前回優勝者であり、今開催でも勿論優勝候補と言われていたが、ミーシャに敗れる。
最後は決勝戦の様子を観に来ていた。
ミーシャ・ジリノフスキー
RDを撃破したロシア人格闘家。試合では出場選手全員を秒殺している。戦いではとても計算高く、相手のデータを集める。中山とデートしているノリタカに襲いかかった。決勝戦でノリタカはミーシャと闘ったが、試合内容は不明。
最終回は、フォスのかけらが彗星になったことを示唆するような描写がある。